# Gwiazdy typu RS Canum Venaticorum
Gwiazdy typu RS Canum Venaticorum – gwiazdy podwójne o silnej aktywności chromosferycznej. Pierwszy badał je Otto Struve (1946), a systematyczny ich opis jako klasy wprowadził J.P. Oliver (1974). Krzywe blasku tych gwiazd poza zaćmieniami wykazują kwazi-okresową zmienność. Zjawisko to jest interpretowane jako występowanie rozległych chłodnych plam (podobnych do plam słonecznych, ale znacznie większych) w fotosferze gwiazdy, których istnienie w połączeniu z rotacją gwiazdy prowadzi do zmian obserwowanej jasności.
Do tej klasy gwiazd należą:
- Lambda Andromedae (jedna z najjaśniejszych gwiazd tego typu)
- Sigma Geminorum
- UX Arietis
- V711 Tauri